# Bemanningsföretag

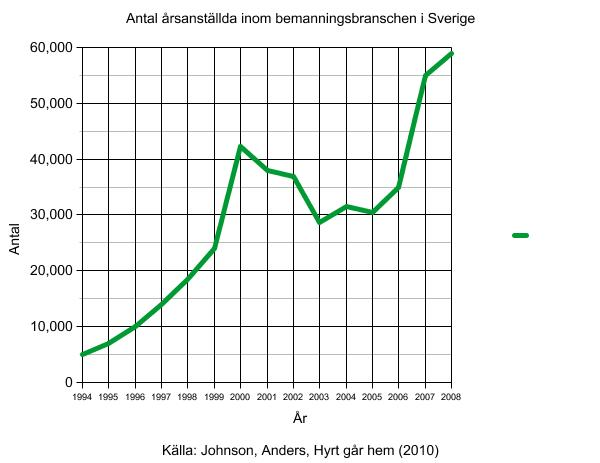
Antalet årsanställda inom bemanningsbranschen i Sverige.

Ett bemanningsföretag är ett företag som hyr ut personal till andra företag. Bemanningsbranschen bedriver i huvudsak tre typer av verksamhet: bemanning dels i form av att hyra ut sina anställda till kundföretaget där kundföretaget står för arbetsledningen, dels i form av att bemanna hela avdelningar åt kundföretaget där bemanningsföretaget står för arbetsledningen; omställning vid behov av personalminskning hos kundföretaget då kundföretagets anställda omplaceras inom företaget eller inom andra företag; rekrytering som innebär att bemanningsföretaget sköter hela rekryteringsprocessen åt kundföretaget. Företag som hyr ut specialiserad högre utbildad arbetskraft brukar kallas konsultföretag, men fungerar i praktiken ofta som bemanningsföretag. Företag som enbart matchar arbetssökande och företag kallas arbetsförmedlingar och anställer inte själva arbetstagare.
År 2005 var de fem största bemanningsföretagen i världen, i turordning, Adecco, Manpower, Vedior, Randstad och Kelly Services.

## Definitioner
FN:s fackorgan Internationella arbetsorganisationen, definierar "temporary work agency" (ungefär "förmedlare av tillfälliga arbeten") som företag som anställer arbetstagare och hyr ut dessa till ett kundföretag där de står under kundföretagets arbetsledning. Dessa företag betalar lön till arbetstagarna och får betalt av kundföretaget. Anställningen kallas omväxlande för "temporary work", "temping" eller "agency work". Inom akademisk forskning används "temporary work agency" som översättning till den svenska termen "bemanningsföretag". Dessa företag ingår i den bredare gruppen "private employment agencies" (ungefär "privata arbetsförmedlingar") som är företag som i privat regi har en eller flera av följande funktioner: a) matchar jobbansökningar- och erbjudanden, b) anställer arbetstagare som står till tredje parts förfogande, och/eller c) erbjuder andra tjänster som har med arbetssökande att göra, såsom tillhandahållande av information som inte syftar till att matcha specifika jobbansökningar- med erbjudanden. 
Termen "bemanningsföretag" används ibland uteslutande om företag som bemannar kundföretag med arbetskraft i linje med definitionen av "temporary work agency", och ibland i en bredare bemärkelse i linje med "private employment agency". Den svenska arbetsgivarorganisationen Bemanningsföretagen slår exempelvis fast att begreppet bemanningsföretag är en samlingsbenämning på företag som sysslar med bemanning, omställning och rekrytering. De översätter själva "bemanningsföretag" till "staffing agency". Konsultföretagen är vanligen inte medlemmar i denna organisation och ser sig inte som bemanningsföretag även om de hyr ut större delen av sin personal till kundens fria förfogande.
EU:s direktiv 2008/104/EU, Bemanningsdirektivet, och den i Sverige (baserat på direktivet) införda lagen (2012:854) om uthyrning av arbetstagare definierar bemanningsföretag som: en fysisk eller juridisk person som har arbetstagare anställda i syfte att hyra ut dessa till kundföretag för arbete under kundföretagets kontroll och ledning. Bemanningsföretag ses alltså inte som en ersättning till att ha permanent anställda, utan ett komplement.

## Historia
I Sverige uppstod strax före sekelskiftet 1900 de första privata arbetsförmedlingarna. Det rörde sig dels om vinstdrivande förmedlingar som drevs av så kallade kommissionärer, dels kooperativa förmedlingar som främst drevs av fackföreningar och arbetsgivare och dels rent filantropiska arbetsförmedlingar. De privata arbetsförmedlingarna fyllde en funktion i en tid då det inte existerade någon offentlig arbetsförmedling. Men branschen lockade till sig aktörer som utnyttjade arbetssökande, varför ett flertal regleringar genomfördes. Den första regleringen är från 1884 då det bland annat bestämdes att samtliga kommissionärer behövde tillstånd för att bedriva verksamhet i Sverige. År 1902 inrättades den första offentliga arbetsförmedlingen i Helsingborg och efter att regeringen Karl Staaff 1906 beslutade att införa statsbidrag till kommunala arbetsförmedlingar steg antalet snabbt.
År 1933 antog ILO konvention 34 om förbud mot avgiftskrävande arbetsförmedlingar. Fem länder, däribland Sverige, ratificerade konventionen. År 1936 trädde så en lag om förbud mot vinstdrivande arbetsförmedlingar i kraft i Sverige och året därpå trädde konvention 34 i kraft. Man införde dock vissa undantagsregler för en övergångsperiod där de offentliga arbetsförmedlingarna successivt skulle ta över de privata. De redan existerande privata arbetsförmedlingarna skulle få fortsätta bedriva sin verksamhet fram till år 1950, och behöva söka tillstånd årligen. År 1942 lagstiftade Sverige för att även personaluthyrning skulle komma att ingå i den förbjudna verksamheten. Undantagsperioden förlängdes vid ett flertal tillfällen, men den sista förlängningen gjordes 1962 och gällde fram till 1968. År 1949 antog ILO en reviderad version av konvention 34. Den nya konvention 96, som ratificerades av nästan 50 länder, gav medlemsstaterna större valfrihet i frågan om privata arbetsförmedlingar.
Under tidsperioden 1968-1993 (1993 legaliserade regeringen Carl Bildt vinstdrivande arbetsförmedling och personaluthyrning) pågick juridiska strider om bemanningsbranschen. Striden föranleddes bland annat av de så kallade skrivbyråerna som tog emot dokumentrelaterade uppdrag av andra företag, som exempelvis avskrifter, utskrifter och kopiering. Eftersom de anställda vid skrivbyråerna ju var anställda av skrivbyrån men utförde arbete å en tredje parts vägnar bad man Arbetsmarknadsstyrelsen (Ams) att klarlägga om branschen var förenlig med förbudet mot vinstdrivande arbetsförmedling. Ams konstaterade att verksamheten i grunden var laglig, men att den så kallade ambulerande delen av verksamheten, där de anställda utförde uppdrag på plats hos kundföretagen, endast var laglig om det rörde sig om fast anställd personal med en bestämd lön. En drivande aktör i den juridiska striden var Stockholms stenografservice, som senare köptes upp av Manpower. Rättsläget var länge oklart i detaljerna, men personer inom branschen fick ett flertal gånger böta för lagöverträdelser. Att personaluthyrning och privat arbetsförmedling var olagligt stod klart, men flera företag bedrev verksamhet i en gråzon mellan uthyrning och som underleverantörer av tjänster.
Drivande kraft för en avreglering var företagaren Ulla Murman (1926–2019), som 1953 startade en skrivbyrå, Stockholms stenografservice (senare namnändrat till Teamwork), som började hyra ut sina anställda, främst kvinnor, till företag som behövde snabb tillgång till sekreterare. Åtta gånger fälldes hon av domstol för olaga arbetsförmedling. För samverkan med liknande företag startade hon en intresseorganisatuon för branschen, där man stöttade varandra. På 1990-talet köptes hennes företag av det internationella Manpower Group. Detta har 2019 ca 12000 anställda i Sverige.
I riksdagsvalet 1991 vann den borgerliga sidan och en fyrpartiregering under Carl Bildt tillträdde. Riksdagen sa 1992 upp ILO-konvention 96 och den 1 juli 1993 legaliserades vinstdrivande arbetsförmedling och personaluthyrning. Avregleringen mötte dock stort motstånd från både politiskt och fackligt håll. Socialdemokraterna menade att det var oansvarigt att genomföra avregleringen utan att utreda vilka konsekvenser det skulle få för svensk arbetsmarknad, och Vänsterpartiet betraktade det hela som ett steg tillbaka i utvecklingen och som en attack mot arbetstagarna och facket. Även Arbetsmarknadsverket och de två största fackliga centralorganisationerna LO och TCO var emot avregleringen. Inställningen var att den skulle försämra anställningstryggheten. Under 1990-talet expanderade bemanningsbranschen kraftigt och har fortsatt växa med undantag för en nedgång år 2001 och under den ekonomiska krisen 2008-2009. År 2010 var 48 300 personer anställda inom något av de 35 största företagen inom Bemanningsföretagen.
Redan 1967 bildades en centralorganisation för bemanningsföretagen, då kallad Svenska Kontorsserviceförbundet. I slutet av 1980-talet bytte man namn till Svenska Personaluthyrnings- och Rekryteringsförbundet och senare kort och gott till Bemanningsföretagen. Idag ingår Kompetensföretagen i förbundsgruppen Almega inom Svenskt Näringsliv. En viss skepsis från både politiskt och fackligt håll har hållit sig kvar, men år 2000 fick branschen en något större legitimitet med tecknandet av ett centralt avtal mellan Almega och LO. I Sverige tillsatte regeringen hösten 2009 en utredning om ett EU-direktiv gällande bemanningsbranschen (Europaparlamentets och rådets direktiv 2008/104/EG av den 19 november 2008 om arbetstagare som hyrs ut av bemanningsföretag). Utredningen leddes av Birgitta Nyström, professor i arbetsrätt vid Lunds universitet, och färdigställdes i januari 2011. Utredningen föreslår bland annat att en ny lag om uthyrning av arbetstagare stiftas. Bemanningsdirektivet ska vara genomfört i samtliga EU-länder senast den 5 december 2011.

## Lagstiftning och kollektivavtal
Den centrala lagen för bemanningsföretag i Sverige, utöver de ordinarie arbetsrättsliga lagarna, är Lag om privat arbetsförmedling och uthyrning av arbetskraft (2012:854). Där framgår bland annat arbetstagare inte på något sätt får förhindras från att ta anställning hos kundföretaget de hyrs ut till (inte heller genom avtal med kundföretag, vilket förr var normalt) och att den som bedriver arbetsförmedling eller bemanningsverksamhet inte ta ersättning av arbetssökande eller arbetstagare för att erbjuda eller anvisa dem arbete.
I övrigt regleras lön och anställningsförhållande i kollektivavtal. I det centrala kollektivavtalet mellan LO och Kompetensföretagen från 2010 regleras sådant som lön, arbetstid, arbetsskyldighet, arbetsmiljöansvar och dylikt. Där slås fast att tillämpliga riksavtal avseende löner och allmänna anställningsvillkor för arbetet hos kundföretaget ska gälla för den anställde under utbokad tid (§1). Minimitimlöner finns specificerade liksom garantilön även under ej utbokad tid.

## Kontroverser
Bemanningsföretag har alltid varit kontroversiella (se avsnittet ovan). Efter att branschen legaliserats och blivit en del av den ordinarie arbetsmarknaden har dock kritiken mer inriktat sig mot hur bemanningsföretag ska få agera snarare än om de alls ska få agera. I det centrala kollektivavtalet mellan LO och Kompetensföretagen från 2010 skriver man att "Behovet av flexibla bemanningslösningar hos kunderna ökar på arbetsmarknaden. Parterna är därför överens om att bemanningsbranschen fyller en viktig funktion." Den fackliga kritiken har istället rört mer konkreta frågor som att företag använder sig av bemanningsföretag för att kringgå arbetsrättslig lagstiftning, exempelvis Lagen om anställningsskydd. Det påstås att företag väljer ut vilka man vill bli av med genom att säga upp en större del av sin personal och låta de man vill behålla att jobba via ett bemanningsföretag. Kundföretaget har också lättare att bli av med inhyrda eftersom de inte är formellt anställda av företaget de utför arbete åt.
Anders Johnson, som på uppdrag av Kompetensföretagen skrivit boken Hyrt går hem (2010) om den svenska bemanningsbranschen, menar att motståndarna till bemanningsföretag saknar konkreta argument. Han menar att motståndet kommer sig av att den nya branschen "utmanar fyra etablerade strukturer och tankesätt i samhället: industrisamhällets syn på vad som är ett riktigt arbete, socialismens syn på företagsvinster, maktförhållandena på arbetsmarknaden [och] den etablerade könsmaktsordningen". Angående den sista punkten menar Johnson att det går att anlägga ett genusperspektiv på striden om bemanningsbranschen, och se det som att motståndet historiskt varit ett uttryck för tidens manliga attityder till kvinnor eftersom det inledningsvis främst var kvinnor som startade och anställdes av skrivbyråerna (föregångarna till dagens bemanningsföretag).
Inom flera branscher med högutbildad personal har bemanningsföretag kallats konsultföretag och de uthyrda konsulter, och har delvis undvikit kritik genom denna namngivning och att inte vara öppna med hur mycket tid de anställda tillbringar på kundföretag under dessas arbetsledning. En konsult är egentligen en rådgivande specialist, inte en ytterligare person bland personalen.

## Arbetsmarknad
Andelen anställda inom bemanning har fortsatt ökat under början av 2000-talet, vilket har lett till att det numera uppfattas som en anställningsform, snarare än ett alternativ till anställning. Företag ställer sig positiva till den ökade flexibilitet när det gäller personalplanering som bemanningsföretagen kan erbjuda. Lagen om anställningsskydd innebär ökade skillnader i denna flexibilitet mellan en tillsvidareanställning och en anställning i bemanningsform, vilket ytterligare kan förklara denna trend.